# Комбінаторна теорема про нулі
Комбінаторна теорема про нулі (теорема Алона, combinatorial nullstellensatz) — алгебрична теорема, що пов'язує коефіцієнт многочлена при певному одночлені з його значеннями. Теорема дає нижню оцінку на розміри комбінаторного паралелепіпеда, на якому многочлен не дорівнює тотожно нулю. Ця оцінка залежить від степеня старшого одночлена за кожною змінною.

## Історія
Вперше теорему доведено та застосовано в статті Ноги Алона та Мішеля Тарсі 1989 року, надалі її розвинули Алон, Натанзон і Ружа в 1995—1996 роках. 1999 року Алон переформулював теорему.

## Формулювання теореми
Далі запис {\displaystyle [{{x_{1}}^{d_{1}}\dots {x_{n}}^{d_{n}}}]f(x_{1},\dots ,x_{n})} означає коефіцієнт многочлена {\displaystyle f} при одночлені {\displaystyle {x_{1}}^{d_{1}}\dots {x_{n}}^{d_{n}}} у многочлені {\displaystyle f}.
Нехай {\displaystyle f(x_{1},\dots ,x_{n})} — многочлен над деяким полем {\displaystyle K} і {\displaystyle {x_{1}}^{d_{1}}{x_{2}}^{d_{2}}\dots {x_{n}}^{d_{n}}} — його старший моном у тому сенсі, що в будь-якому іншому мономі (з ненульовим коефіцієнтом) степінь хоча б однієї змінної менший, ніж у даному.
Теорема стверджує, що якщо {\displaystyle [{{x_{1}}^{d_{1}}\dots {x_{n}}^{d_{n}}}]f\not =0}, то для будь-яких множин {\displaystyle A_{1},\dots ,A_{n}} з потужностями {\displaystyle |A_{i}|\geq d_{i}+1}, знайдуться {\displaystyle a_{i}\in A_{i}} такі, що {\displaystyle f(a_{1},\dots ,a_{n})\not =0}.

### Інтерполяційний многочлен
Теорема безпосередньо випливає із узагальнення формули інтерполяційного многочлена Лагранжа {\displaystyle f(x)=\sum \limits _{i=0}^{n}{y_{i}\prod \limits _{i\not =j}{\frac {x-x_{j}}{x_{i}-x_{j}}}}} для многочлена {\displaystyle f} степеня {\displaystyle n}.
З формули Лагранжа можна виокремити старший коефіцієнт многочлена {\displaystyle [x^{n}]f=\sum \limits _{i=0}^{n}{{y_{i}}\prod \limits _{i\not =j}{\frac {1}{x_{i}-x_{j}}}}}. Зокрема права частина занулюється на будь-якому многочлені степеня n −1.
Тому за заданої умови на рівні монома {\displaystyle {x_{1}}^{d_{1}}\dots {x_{n}}^{d_{n}}} ця формула узагальнюється: права частина
{\displaystyle [{{x_{1}}^{d_{1}}\dots {x_{n}}^{d_{n}}}]f=\sum \limits _{a_{1}\in A_{1}}\dots \sum \limits _{a_{n}\in A_{n}}{\frac {f(a_{1},\dots ,a_{n})}{\prod \limits _{a_{1}\not =b_{1}\in A_{1}}\dots \prod \limits _{a_{n}\not =b_{n}\in A_{n}}{(a_{1}-b_{1})\dots (a_{n}-b_{n})}}}}
може залежати тільки від {\textstyle [{{x_{1}}^{d_{1}}\dots {x_{n}}^{d_{n}}}]f}, звідки й випливає рівність і, очевидно, теорема про нулі.

## Застосування
Комбінаторну теорему про нулі можна використати для доведення теорем існування, коли існування ненульового значення многочлена в деякій точці означає задоволення деяким об'єктом шуканої властивості, а множина всіх об'єктів (серед яких потрібно довести існування) взаємно однозначно зіставляється зі множиною можливих наборів значень.

### Теорема Алона— Фрідланда— Калаї
Розглянемо для прикладу таку теорему:
| Нехай {\displaystyle p} — просте число і для графа {\displaystyle G=(V,E)} найбільший степінь {\displaystyle \Delta (G)\leq 2p-1}, а середній степінь {\displaystyle {\frac {2\|E\|}{\|V\|}}>2p-2}. Тоді в {\displaystyle G} є {\displaystyle p}-регулярний підграф. |

Позначимо через {\displaystyle E(v)} множину ребер, суміжних вершині {\displaystyle v}. Для доведення теореми розглянемо многочлен у полі {\displaystyle {\mathbb {Z} }_{p}} (за модулем {\displaystyle p}) від {\displaystyle |E|} змінних, відповідних ребрам графа.
{\displaystyle P(x_{1},\dots ,x_{|E|})=\prod \limits _{v\in V}{\left({1-\left({\sum \limits _{e\in E(v)}{x_{e}}}\right)^{p-1}}\right)}-\prod \limits _{e\in E}(1-x_{e})}
У цьому многочлені коефіцієнт при старшому мономі {\displaystyle \prod \limits _{e\in E}{x_{e}}} не дорівнює нулю. При цьому, очевидно, {\displaystyle P(0,\dots ,0)=0} . Отже, існує непорожній набір ребер таких, що якщо для них покласти {\displaystyle x_{e}=1}, а для інших {\displaystyle x_{e}=0}, то многочлен на такому наборі набуде ненульового значення.
Оскільки від'ємник у {\displaystyle P} буде нулем на кожному ненульовому наборі, то в аналізованому наборі {\displaystyle \sum \limits _{e\in E(v)}{x_{e}}\equiv 0\ (mod\ p)} для всіх {\displaystyle v}, тобто у підграфі з цих ребрер усі степені вершин кратні {\displaystyle p}. А оскільки вони всі за умовою строго менші ніж {\displaystyle 2p}, то, видаливши вершини з нульовим степенем, отримаємо непорожній {\displaystyle p}-регулярний підграф.

### Посилення теореми Коші— Девенпорта
Далі {\displaystyle p} — просте число.
Теорема Коші — Девенпорта, яка стверджує, що {\displaystyle |A+B|=|\{{a+b:a\in A,b\in B}\}|\geq \min\{{p,|A|+|B|-1}\}} для {\displaystyle A\subset {\mathbb {Z} }_{p},B\subset {\mathbb {Z} }_{p}} відносно нескладно доводиться елементарними методами.
Однак для її посилення вигляду {\displaystyle |A\oplus B|=|\{{a+b:a\in A,b\in B,a\not =b}\}|\geq \min\{{p,|A|+|B|-2}\}} для {\displaystyle A\subset {\mathbb {Z} }_{p},B\subset {\mathbb {Z} }_{p},A\not =B} поки що не вдається знайти комбінаторного доведення. Але вона легко доводиться через комбінаторну теорему про нулі.
Доведемо це посилення від супротивного. Припускатимемо, що {\displaystyle |A|+|B|-2\leq p}, тому що інакше зі множин можна просто прибрати деякі елементи.
Якщо {\displaystyle |A|=|B|}, то при {\displaystyle A\cap B=\varnothing } твердження теореми відповідає твердженню початкової теореми Коші — Девенпорта. Якщо ж {\displaystyle A\cap B\not =\varnothing }, то, оскільки {\displaystyle A\not =B}, можна скористатися тим фактом, що {\displaystyle (A\cap B)\oplus (A\cup B)\subset A\oplus B} і провести індукцію за розміром найменшої зі множин {\displaystyle A} і {\displaystyle B}.
Отже, достатньо розглянути випадок {\displaystyle |A|\not =|B|}. Нехай {\displaystyle (A\oplus B)\subset C} і {\displaystyle |C|=|A|+|B|-3} . Розглянемо многочлен {\displaystyle (x-y)\prod \limits _{c\in C}{(x+y-c)}}. Він явно має ненульовий за модулем {\displaystyle p} коефіцієнт при мономі {\displaystyle x^{|A|-1}y^{|B|-1}}, що виражається через різницю біноміальних коефіцієнтів. Однак для {\displaystyle x\in A}, {\displaystyle y\in B} цей многочлен завжди перетворюється на нуль, що суперечить комбінаторній теоремі про нулі.